# جيان بريفوست
جيان بريفوست (بالفرنسية: Jean Prévost )‏ (و. 1901 – 1944 م) هو كاتب، وصحفي، وكاتب سيناريو، وباحث في الرومانسية، ومترجم، وكاتب مقالات، وكاتب كثير الكتابة ‏، وروائي، ومحرر، وعضو في المقاومة الفرنسية، توفي عن عمر يناهز 43 عاماً.

## التعليم
تعلم في مدرسة هنري الرابع، ومدرسة الأساتذة العليا.

## روابط خارجية
- جيان بريفوست على موقع الموسوعة البريطانية (الإنجليزية)